# Монтиньи-Сен-Бартелеми
Монтиньи́-Сен-Бартелеми́ (фр. Montigny-Saint-Barthélemy) — коммуна во Франции, находится в регионе Бургундия. Департамент коммуны — Кот-д’Ор. Входит в состав кантона Преси-су-Тий. Округ коммуны — Монбар.
Код INSEE коммуны — 21430.

## Население
Население коммуны на 2010 год составляло 87 человек.
| 1962 | 1968 | 1975 | 1982 | 1990 | 1999 | 2010 |
| ---- | ---- | ---- | ---- | ---- | ---- | ---- |
| 91   | 66   | 52   | 63   | 77   | 71   | 87   |

## Экономика
В 2010 году среди 50 человек трудоспособного возраста (15—64 лет) 44 были экономически активными, 6 — неактивными (показатель активности — 88,0 %, в 1999 году было 75,0 %). Из 44 активных жителей работали 42 человека (25 мужчин и 17 женщин), безработных было 2 (0 мужчин и 2 женщины). Среди 6 неактивных 2 человека были учениками или студентами, 3 — пенсионерами, 1 был неактивным по другим причинам.